# 三角 (記号)
三角（さんかく）は多様な用途で使用される記号である。○や×などの記号とともに使われることが多いほか、矢印に類似した表現の目的で使用されることも多い。

## 三角
三角（さんかく）は頂点を上部中央に持つ正三角形の記号である。
中を塗りつぶした三角を黒三角（くろさんかく）塗りつぶさない三角を白三角（しろさんかく）と区別して表現することもある。ピクトグラムやピクトサインで用いられることが多い。
上向き三角（うえむきさんかく）とも呼ぶ。
- 初等数学で三角形をあらわす。（例:△ABCはA、B、Cの3点を頂点とする三角形である。）
- △は数学の微積分でラプラシアンを示す。
  - {\displaystyle \triangle =\nabla ^{2}={\partial ^{2} \over \partial x^{2}}+{\partial ^{2} \over \partial y^{2}}+{\partial ^{2} \over \partial z^{2}}}
  - ここで {\displaystyle \nabla } はナブラ。
- 日本式評価記号において、丸印とバツ印の間の評価に用いられる（たとえばある問題の回答が、完全な正解とはいえないが完全な間違いともいえない場合に使用する）。
- 日本における成績表などで成績などが悪い場合に使用する[1]。
- ボリュームやチャンネルなどの上げるボタンやアイコンを表す。
- CDプレイヤーなどでディスクの取り出しを示すボタンに使用される。
- マイナスを示す。
  - 会計や簿記上の赤字を示す。黒字・プラスは記号なし、または、△を上昇、▲を赤字と使い分けることもある。
  - 相場が前日比で高値（低値は▼・▲）
- 日本の地図記号では、△の中に「・」を入れた記号（◬）は三角点を示す。
- 空白を示す。（空白記号も参照のこと）
- 校正記号で二分文字をしめす。
- 占星術で三分（トライン） - 二つの天体の黄経差が120°。
- 三相交流
- 野球のファウルボール（Vとも）
- 航空図で非義務的位置通報点
- 道路標識では、注意の標識に使用される。
- フローチャートで抜き出し (extract)
- 将棋の後手。本来は白抜きの駒形（☖）だが、Unicodeや画像が使えない場合の代用表記。
- 公営競技の予想順位。具体的な順位は使う人により一定しないが、6レーン中なら4-6位。
- 競馬では、▲は単穴(展開次第で1着になる可能性のある競走馬)、△は穴(連に絡む可能性のある競走馬)をあらわす。
- 伏せ字。△△……と、複数文字のことが多い。
- ISO 7010では、警告標識は周りを黒で囲んだ黄色の上向き三角形と定められている。中に"!"を入れた表示（⚠）は一般の警告標識として使われる。
- エレベーターで上に行くボタン、あるいは上に進んでいる状態を示すランプ。
- ネットスラングで「（人名）△」は、（人名）さんかくけい→（人名）さんかっけー→（人名）さんカッコいい、の意味。（「本田△」など)
- 矢印「↑」の代用として用いられる場合がある。
- テントの形をしていることから、テントの意味として使用される場合もある（「ゆるキャン△」など）。

## 逆三角
逆三角（ぎゃくさんかく）は頂点を下部中央に持つ正三角形の記号である。
下向き三角（したむきさんかく）とも呼ぶ。
- ボリュームやチャンネルなどを1下降する場合に使用される。
- ソフトウエアのプルダウンの脇に使用される。
- ハートマークがJIS X 0208の機種依存文字であることから、代用表記で使用される。
- バスなどの時刻表などで上から下への遷移を示す。
- ソフトウエアの一覧表示画面や文章表示において現在表記されている下にも内容が存在していることを示す。
- エレベーターで下に行く押しボタン、あるいは下に進んでいる状態を示すランプ。
- 窓や避難階段など、3階以上の階で高さ31m以下の部分における、消防隊の非常用進入口の赤い印[2]。
- 「↓」の代わりに使用される場合がある。

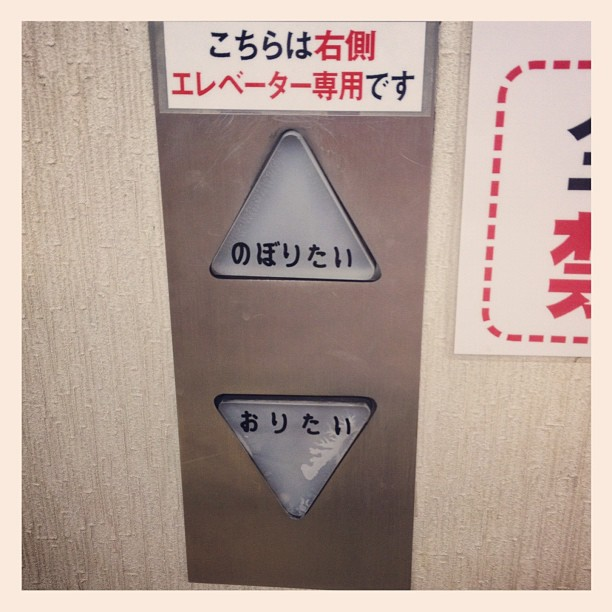
エレベーターのボタン
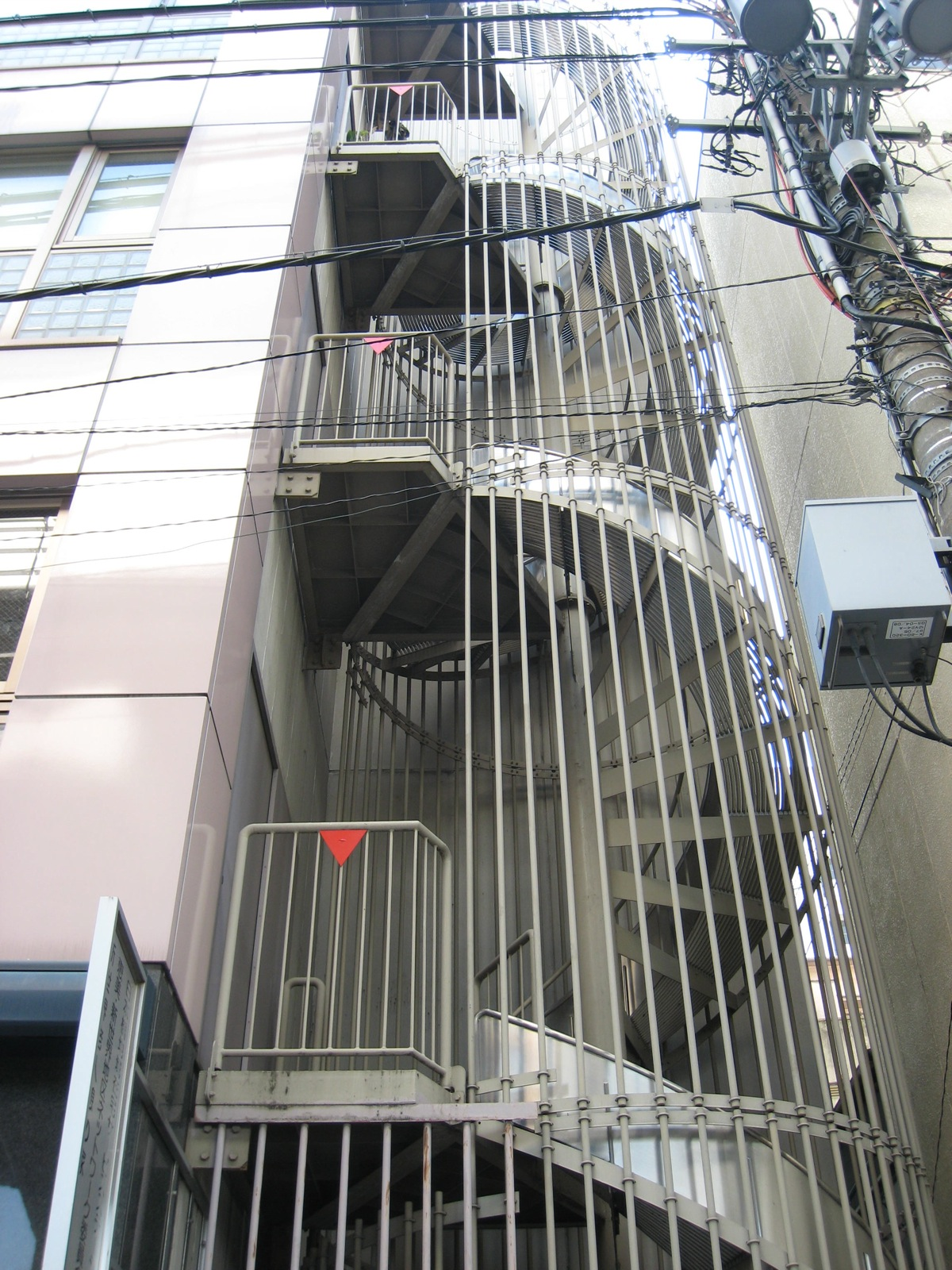
避難階段にある非常用進入口表示

## 右向き三角
右向き三角（みぎむきさんかく）は主に左から右の方向に状態変化がある場合に使用される。
- 右を示す。
- 日本の多くの鉄道などの切符では、右向三角の左側に乗車駅、右側に降車駅を記載する。
- 音楽や映像（動画）の再生機器では「再生」を示すボタン（録音録画再生機器のボタン）として使用される。また、右向三角を横方向に二つ並べた記号は「早送り」を示すボタンとして使用される。プレイヤーの表示部では再生中の場合に右向三角が点灯する機器も多く存在する。
- 箇条書きのビュレットとして使用されることがある。
- ソフトウエアのメニューでサブメニューがある場合に使用される。
- ソフトウエアにおいて次項目への遷移のボタンに使用される。
- 「→」の代わりに用いられることがある。

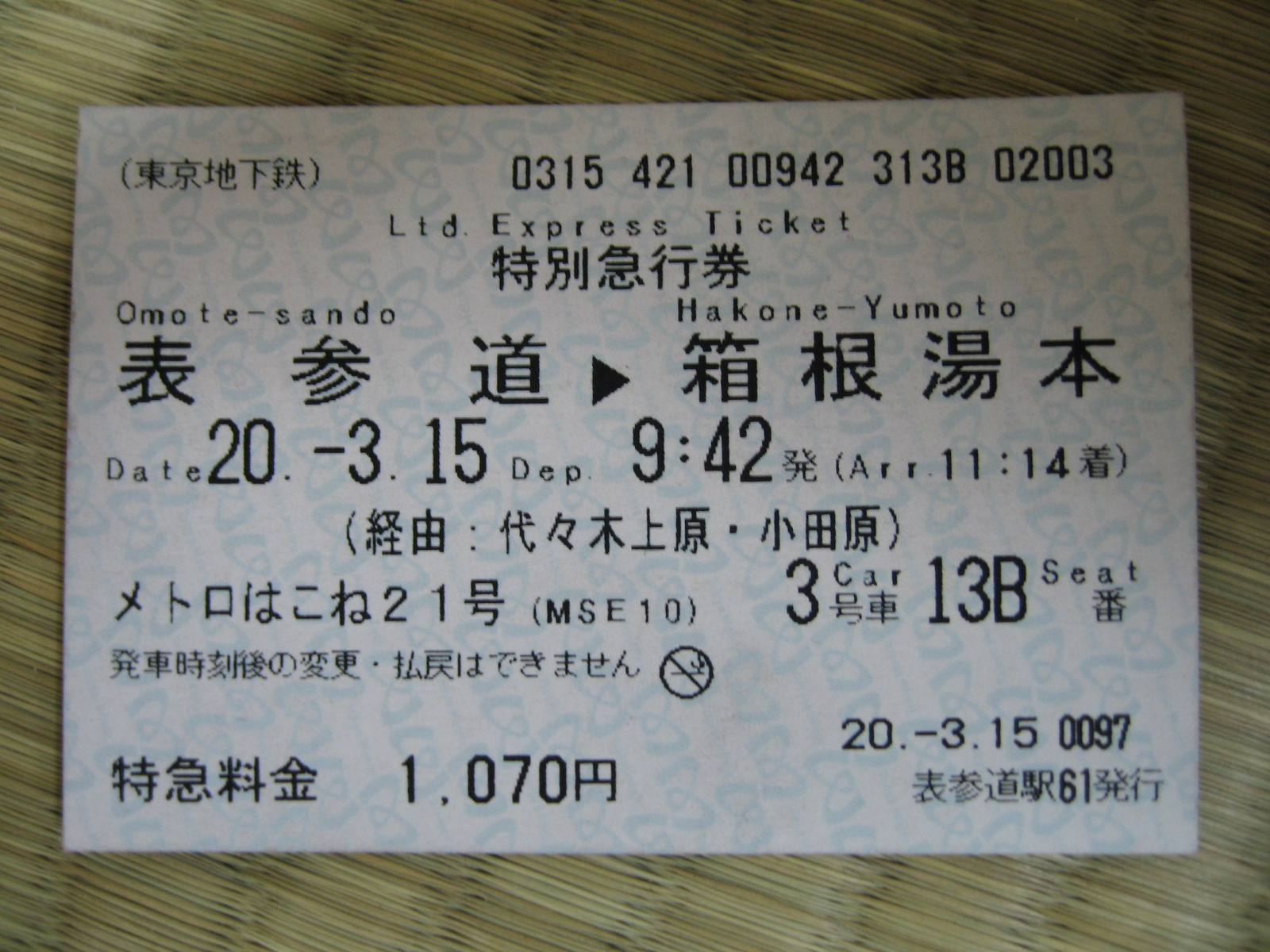
切符の区間表記の間で右向三角が使用される

## 左向き三角
左向き三角（ひだりむきさんかく）は主に右から左の方向に状態変化がある場合に使用される。
- 左を示し、「←」の代わりに使われる場合がある。
- 音楽や映像の再生機器では左向三角を横方向に二つ並べた記号は「早戻し」を示すボタンとして使用される。カセットテープやビデオテープの記録部が、上あるいは手前になるようにしたラジカセなどで、左向三角が「再生」を示すボタンとして使用されている機器も僅かながら存在する。また、オートリバース機能を持つカセットデッキやラジカセでは、左向三角が「裏面側の再生」を表す記号として用いられる[3]。
- 日本語ワードプロセッサでは、挿入モードでのカーソルとして左向三角が使用されている機種があった[4]。
- ソフトウエアにおいて前項目への遷移のボタンに使用される。

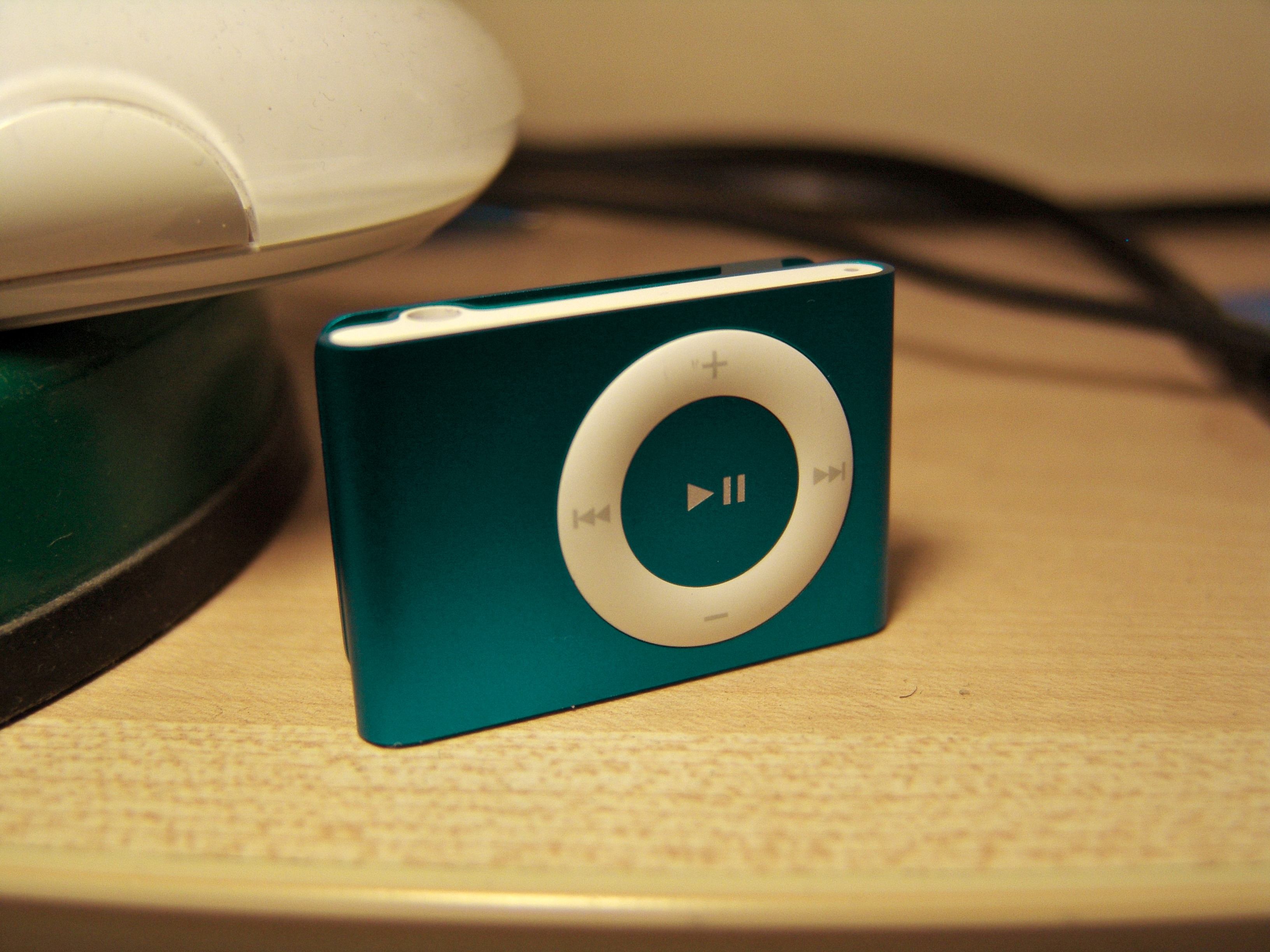
iPodに使用される再生記号など
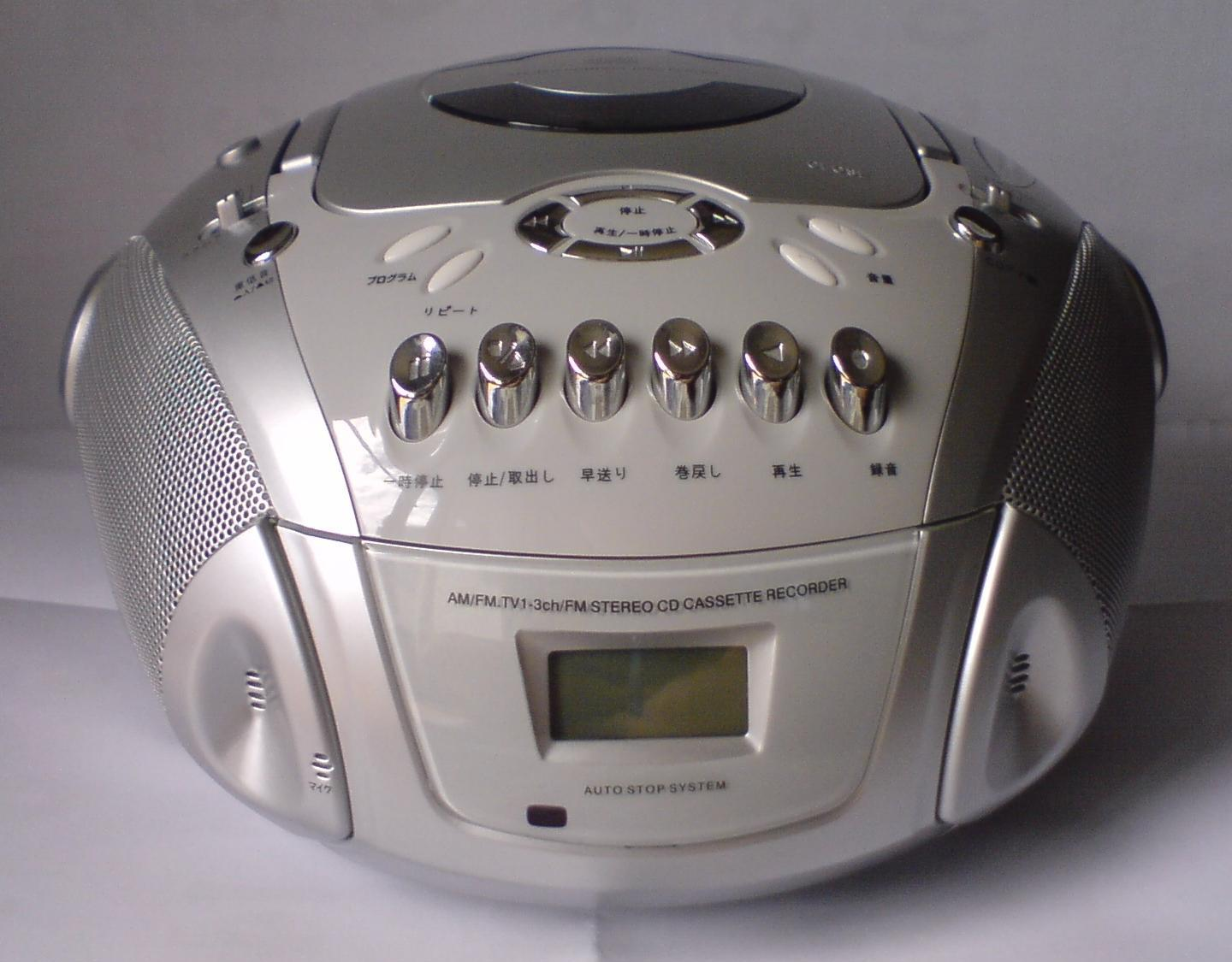
カセットテープの記録部が上になる形式の場合の再生ボタン

## 直角三角
⊿は日本の初等数学で直角三角形を示す場合に使用する記号である。⊿ABCのように使用して、三角形ABCが直角三角形であることを示す目的で使用される。
一般に初等数学では、三角形を示す目的で「△」が使用されるが、直角三角形を区別するため、⊿の記号を使用することがある。
⊿ABCと表記する場合は、∠Cが直角になる。
使用例
- 「⊿ABCにおいて辺ABの中点Pと点Cを結んだ中線CPで、CP⊥ABが成り立つなら、⊿ABCは直角二等辺三角形となることを証明せよ。」

その他
- 文字コードではJIS X 0208には含まれていないが、各メーカが拡張したNEC外字やMacJapaneseやMicrosoftコードページ932などに含まれており、JIS X 0213にも正式に採用された。
- この記号のUnicodeでの定義は「Miscellaneous mathmatical symbols」の「RIGHT TRIANGLE」となる。
- ギリシア語のデルタをこの文字で記述することが稀にあるが、この場合は「Δ」を使用すべきである[5]。
- 三角点を示す場合にこの記号を使い、「⊿x」のようにあらわすことがある[6]。
- 角が直角の三角定規をこの記号で示すことがある。
- アーティストであるII MIX ⊿ DELTAはこの文字を使用する。
- 日本のアイドルである乃木坂46などの坂道シリーズを表すロゴマークに角度がほぼ46度（45度）を示すこれが代用され、同グループのファンがSNSでユーザー名等に使用することも多い。

## 符号位置
| 記号 | Unicode | JIS X 0213 | 文字参照            | 名称                                                   |
| ---- | ------- | ---------- | ------------------- | ------------------------------------------------------ |
| △    | U+25B3  | 1-2-4      | &#x25B3; &#9651;    | 三角 WHITE UP-POINTING TRIANGLE                        |
| ▲    | U+25B2  | 1-2-5      | &#x25B2; &#9650;    | 黒三角 BLACK UP-POINTING TRIANGLE                      |
| ▽    | U+25BD  | 1-2-6      | &#x25BD; &#9661;    | 逆三角 WHITE DOWN-POINTING TRIANGLE                    |
| ▼    | U+25BC  | 1-2-7      | &#x25BC; &#9660;    | 逆黒三角 BLACK DOWN-POINTING TRIANGLE                  |
| ▷    | U+25B7  | 1-3-1      | &#x25B7; &#9655;    | 右向三角 WHITE RIGHT-POINTING TRIANGLE                 |
| ▶    | U+25B6  | 1-3-2      | &#x25B6; &#9654;    | 右向黒三角 BLACK RIGHT-POINTING TRIANGLE               |
| ◁    | U+25C1  | 1-3-3      | &#x25C1; &#9665;    | 左向三角 WHITE LEFT-POINTING TRIANGLE                  |
| ◀    | U+25C0  | 1-3-4      | &#x25C0; &#9664;    | 左向黒三角 BLACK LEFT-POINTING TRIANGLE                |
| ▴    | U+25B4  | -          | &#x25B4; &#9652;    | BLACK UP-POINTING SMALL TRIANGLE                       |
| ▵    | U+25B5  | -          | &#x25B5; &#9653;    | WHITE UP-POINTING SMALL TRIANGLE                       |
| ▾    | U+25BE  | -          | &#x25BE; &#9662;    | BLACK DOWN-POINTING SMALL TRIANGLE                     |
| ▿    | U+25BF  | -          | &#x25BF; &#9663;    | WHITE DOWN-POINTING SMALL TRIANGLE                     |
| ▸    | U+25B8  | -          | &#x25B8; &#9656;    | BLACK RIGHT-POINTING SMALL TRIANGLE                    |
| ▹    | U+25B9  | -          | &#x25B9; &#9657;    | WHITE RIGHT-POINTING SMALL TRIANGLE                    |
| ►    | U+25BA  | -          | &#x25BA; &#9658;    | BLACK RIGHT-POINTING POINTER                           |
| ▻    | U+25BB  | -          | &#x25BB; &#9659;    | WHITE RIGHT-POINTING POINTER                           |
| ◂    | U+25C2  | -          | &#x25C2; &#9666;    | BLACK LEFT-POINTING SMALL TRIANGLE                     |
| ◃    | U+25C3  | -          | &#x25C3; &#9667;    | WHITE LEFT-POINTING SMALL TRIANGLE                     |
| ◄    | U+25C4  | -          | &#x25C4; &#9668;    | BLACK LEFT-POINTING POINTER                            |
| ◅    | U+25C5  | -          | &#x25C5; &#9669;    | WHITE LEFT-POINTING POINTER                            |
| ⊿    | U+22BF  | 1-13-89    | &#x22BF; &#8895;    | 直角三角 RIGHT TRIANGLE                                |
| ◸    | U+25F8  | -          | &#x25F8; &#9720;    | UPPER LEFT TRIANGLE                                    |
| ◹    | U+25F9  | -          | &#x25F9; &#9721;    | UPPER RIGHT TRIANGLE                                   |
| ◺    | U+25FA  | -          | &#x25FA; &#9722;    | LOWER LEFT TRIANGLE                                    |
| ◿    | U+25FF  | -          | &#x25FF; &#9727;    | LOWER RIGHT TRIANGLE                                   |
| ◢    | U+25E2  | -          | &#x25E2; &#9698;    | BLACK LOWER RIGHT TRIANGLE                             |
| ◣    | U+25E3  | -          | &#x25E3; &#9699;    | BLACK LOWER LEFT TRIANGLE                              |
| ◤    | U+25E4  | -          | &#x25E4; &#9700;    | BLACK UPPER LEFT TRIANGLE                              |
| ◥    | U+25E5  | -          | &#x25E5; &#9701;    | BLACK UPPER RIGHT TRIANGLE                             |
| 🔺   | U+1F53A | -          | &#x1F53A; &#128314; | UP-POINTING RED TRIANGLE                               |
| 🔻   | U+1F53B | -          | &#x1F53B; &#128315; | DOWN-POINTING RED TRIANGLE                             |
| 🔼   | U+1F53C | -          | &#x1F53C; &#128316; | UP-POINTING SMALL RED TRIANGLE                         |
| 🔽   | U+1F53D | -          | &#x1F53D; &#128317; | DOWN-POINTING SMALL RED TRIANGLE                       |
| ⏴    | U+23F4  | -          | &#x23F4; &#9204;    | BLACK MEDIUM LEFT-POINTING TRIANGLE                    |
| ⏵    | U+23F5  | -          | &#x23F5; &#9205;    | BLACK MEDIUM RIGHT-POINTING TRIANGLE                   |
| ⏩   | U+23E9  | -          | &#x23E9; &#9193;    | BLACK RIGHT-POINTING DOUBLE TRIANGLE                   |
| ⏪   | U+23EA  | -          | &#x23EA; &#9194;    | BLACK LEFT-POINTING DOUBLE TRIANGLE                    |
| ⏯    | U+23EF  | -          | &#x23EF; &#9199;    | BLACK RIGHT-POINTING TRIANGLE WITH DOUBLE VERTICAL BAR |